# Alangium yunnanense
Alangium yunnanense là một loài thực vật có hoa trong họ Cornaceae. Loài này được C.Y.Wu ex W.P.Fang miêu tả khoa học đầu tiên năm 1979.